# Eliezer Rabinovici
Eliezer Rabinovici (Jerusalem, 1946) és un físic teòric israelià. És professor emèrit de físiques (Leon H. & Ada G. Miller Chair) a l'Institut de Físiques Racah de la Universitat Hebrea de Jerusalem. Ha treballat en física d'altes energies teòrica, en particular en teoria quàntica de camps i teoria de cordes.

## Biografia
Rabinovici es va llicenciar (1969), graduar (1971) i doctorar (1974) a l'Institut Weizmann de Ciències. Va ser investigador postdoctoral a Fermilab (1975-1976) i al Laboratori Nacional Lawrence de Berkeley (1977). Ha treballat a la Universitat Hebrea de Jerusalem d'ençà el 1978, primer com a professor ajudant, associat (1981) i catedràtic (1985). Fa ser el cap de l'Institut de Físiques Racah, així com director de l'Institut d'Estudis Avançats d'Israel (2005-2012).
Ha exercit diverses responsabilitats científiques internacionals: cap del Comitè israelià de Física d'Altes Energies, co-editor de les revistes JHEP i Nuclear Physics B. El 2019, fou co-recipient del Premi d'AAAS de Diplomàcia en Ciència pel seu lideratge de 18-anys del projecte SÈSAM de font de llum de sincrotró a Jordània que ha estimulat la cooperació i activitat científica entre els països de l'Orient Mitjà. El 2021, va ser elegit president del Consell del CERN.